# Arkanoid DS
Arkanoid DS es un videojuego de Taito Corporation para la videoconsola portátil Nintendo DS publicado en los diferentes mercados entre 2007 y 2008. Su jugabilidad es de tipo Breakout.